# Raymond Kegeris
Raymond C. „Ray“ Kegeris (* 10. September 1901 in Bellwood, Nebraska; † 14. August 1975 in Los Angeles, Kalifornien) war ein Schwimmer aus den Vereinigten Staaten, der 1920 eine olympische Silbermedaille gewann.

## Karriere
Der 1,69 Meter große Raymond Kegeris schwamm für den Los Angeles Athletic Club. Er war als Rettungsschwimmer in Redondo Beach tätig. Im Olympiateam der Vereinigten Staaten standen 1920 mit Ludy Langer und Raymond Kegeris zwei Rettungsschwimmer, acht Jahre zuvor waren Rettungsschwimmer als Profis nicht für das Olympiateam zugelassen worden.
Bei den Olympischen Spielen 1920 in Antwerpen erreichten aus dem ersten Vorlauf mit Raymond Kegeris und mit Harold Kruger zwei Schwimmer das Finale. Aus dem anderen Vorlauf qualifizierten sich Warren Paoa Kealoha, der Belgier Gérard Blitz und Perry McGillivray. Damit waren im Endlauf vier Schwimmer aus den Vereinigten Staaten und ein Schwimmer aus dem Gastgeberland vertreten. Kealoha gewann das Rennen vor Kegeris, Blitz, McGillivray und Kruger.
Kegeris wurde 1921 und 1922 Hallenmeister der Amateur Athletic Union über 150 Yards Rücken.